# Paul Mullins Gervais
Pour l’article homonyme, voir Gervais.
Paul Mullins Gervais C.R., B.A., LL.L. (né le 8 décembre 1925 et mort le 29 avril 1997) fut un avocat et homme politique fédéral du Québec.

## Biographie
Né à Sherbrooke en Estrie, il entama sa carrière politique en servant comme conseiller municipal de la ville de Sherbrooke de 1955 à 1967. Élu député du Parti libéral du Canada dans la circonscription fédérale de Sherbrooke en 1968, il ne se représenta pas en 1972.